# أكسا (شركة تركية)

شعار أكسا

أكسا (بالتركية: Aksa Akrilik Kimya Sanayi A.Ş.)‏ هي شركة تركية لتصنيع ألياف الكربون والأبيض الطبيعي والألياف الأكريليكية الأساسية المصبوغة بالمحلول والمقطورات والقمم للغزل والمنسوجات غير المنسوجة. تأسست عام 1968 في مدينة يالوفا التركية ، وهي أكبر منتج في العالم تحت سقف واحد ، بطاقة إنتاجية سنوية تبلغ 308.000 طن. 
شركة أكسا مدرجة في بورصة اسطنبول .